# Doropiejewicze
Doropiejewicze (biał. Дарапеевічы, Darapiejewiczy; ros. Доропеевичи, Doropiejewiczi) – wieś na Białorusi, w obwodzie brzeskim, w rejonie małoryckim, w sielsowiecie Czerniany.
Siedziba parafii prawosławnej; znajduje się tu cerkiew pw. Narodzenia Matki Bożej.

## Historia
Wieś ekonomii brzeskiej w drugiej połowie XVII wieku. 
W dwudziestoleciu międzywojennym leżały w Polsce, w województwie poleskim, w powiecie kobryńskim, w gminie Nowosiółki. W 1921 wieś liczyła 622 mieszkańców, wśród których wszyscy zadeklarowali narodowość polską. 615 mieszkańców było wyznania prawosławnego i 7 mojżeszowego.
Po II wojnie światowej w granicach Związku Sowieckiego. Od 1991 w niepodległej Białorusi.